# Попов, Юрий Константинович
Юрий Константинович Попов (4 декабря 1921, Бобруйск – 25 декабря 1996, Москва) ― советский радиожурналист, дипломированный специалист русского языка и литературы, заместитель начальника отдела вещания на Монгольскую Народную Республику (Отдел Иновещания, с 1951 по 1988 гг), удостоенный медали «Дружба» от её высшего руководства, признанный поэт, в годы Великой Отечественной войны – миномётчик, награждённый медалью «За отвагу» и орденом Отечественной войны II степени. 

## Биография
Родился 4 декабря 1921 года в Бобруйске, куда его отец, Константин Фёдорович Попов был направлен после окончания медицинского факультета МГУ им. Ломоносова.
Участник Великой Отечественной войны в качестве миномётчика, был награждён медалью «За отвагу» и Орден Отечественной войны II степени. По окончании войны поступил в Московский городской педагогический институт имени В. П. Потёмкина, который закончил в 1951 году по специальности "русский язык и литература".
В 1951 году, накануне госэкзаменов, пришёл работать на радио, на котором проработал 37 лет.
Скончался 25 декабря 1996 в Москве в возрасте 75 лет; был похоронен на Введенском (Немецком) кладбище.

## Личная жизнь
Был женат на Лидии Ильиничне Поповой (в девичестве Карасёвой), с которой прожил в браке 45 лет. Она также была отличником телевидения и радио, дипломированным специалистом русского языка и литературы, ведущей радиопередачи «Наша почта» на Югославию, самостоятельно выучившей сербский язык. Супруги воспитали дочь, Елену.

## Память
В 2021 год, в год столетия со дня его рождения, его внучка, Лидия Владимировна Худова (https://profi.ru/profile/HudovaLV/), издала книгу его стихов "Путь любви. Приоткрывая завесу тайны" (https://pero-print.ru/catalog/popov-yu-k-put-lyubvi-priotkryvaya-zavesu-tayny), куда вошли практически все стихотворные произведения радиожурналиста с подросткового возраста до последних дней его жизни.
4 декабря 2021 года состоялась торжественная презентация книги в "Библио-Глобусе", г. Москва (https://www.youtube.com/watch?v=-GkuAAcnl2g).

## Звания и награды
- Медаль «За отвагу» за личное мужество и отвагу в боях (1948);
- «Орден Отечественной войны II степени» за храбрость, стойкость и мужество, проявленное в борьбе с немецко-фашистскими захватчиками (1985).
- Медаль «Дружба» от высшего руководства Монгольской Народной Республики за долгую и плодотворную работу на благо МНР и СССР (1974);
- «Отличник телевидения и радио» как наиболее отличившийся работник радиовещания (1975);